# Liar (Camila Cabello)
Liar è un singolo della cantante statunitense Camila Cabello, pubblicato il 5 settembre 2019 come secondo estratto dal secondo album in studio Romance.

## Descrizione
Liar comprende elementi di flamenco, trap latina e un ritornello ska-pop. Il brano è stato scritto da Camila Cabello, Ali Tamposi, Andrew Wotman, Jonathan Bellion, Jordan Johnson e Stefan Johnson, e prodotto da questi ultimi quattro. Sono presenti interpolazioni provenienti da All Night Long (All Night) di Lionel Richie e da All That She Wants degli Ace of Base.

## Promozione
A settembre 2019 Camila Cabello si è esibita dal vivo con Liar all'iHeart Radio Festival 2019 e ad un concerto privato sponsorizzato dalla Verizon. Il successivo 25 ottobre ha presentato la canzone al Graham Norton Show.

## Video musicale
Il video musicale è stato girato da Dave Meyers e pubblicato il 12 settembre 2019 sul canale YouTube-Vevo della cantante.

## Tracce
1. Liar – 3:28

## Classifiche

### Classifiche settimanali
| Classifica (2019-20) | Posizione massima |
| -------------------- | ----------------- |
| Argentina            | 71                |
| Australia            | 31                |
| Austria              | 50                |
| Belgio (Fiandre)     | 28                |
| Belgio (Vallonia)    | 12                |
| Bulgaria             | 4                 |
| Canada               | 27                |
| Croazia              | 12                |
| Estonia              | 20                |
| Francia              | 122               |
| Germania             | 63                |
| Grecia               | 12                |
| Irlanda              | 17                |
| Islanda              | 15                |
| Lettonia             | 18                |
| Lituania             | 10                |
| Malaysia             | 20                |
| Norvegia             | 23                |
| Nuova Zelanda        | 32                |
| Paesi Bassi          | 12                |
| Polonia              | 1                 |
| Portogallo           | 53                |
| Regno Unito          | 21                |
| Repubblica Ceca      | 31                |
| Romania              | 35                |
| Singapore            | 13                |
| Slovacchia           | 18                |
| Slovenia             | 9                 |
| Spagna               | 92                |
| Stati Uniti          | 52                |
| Svezia               | 58                |
| Svizzera             | 42                |
| Ungheria             | 15                |

### Classifiche di fine anno
| Classifica (2019) | Posizione |
| ----------------- | --------- |
| Lettonia          | 92        |
| Paesi Bassi       | 68        |
| Polonia           | 50        |
| Ungheria          | 52        |
| Classifica (2020) | Posizione |
| Belgio (Vallonia) | 65        |
| Polonia           | 57        |
| Slovenia          | 23        |